# Alive Inside: A Story of Music and Memory
Alive Inside: A Story of Music and Memory es un documental del 2014 dirigido y producido por Michael Rossato-Bennett. La película trata con el tema de las personas sufriendo la Enfermedad de Alzheimer y como la musicoterapia puede ayudar y facilitar su sufrimiento. Se estrenó en el Festival Internacional de Cine de Sundance el 18 de enero de 2014.
La película se estrenó el 18 de julio de 2014 en Estados Unidos.